# Römpp Lexikon Chemie
Das Römpp Lexikon Chemie (Eigenschreibweise: RÖMPP Lexikon Chemie) erschien in gedruckter Form zum ersten Mal im Jahre 1947. Inzwischen ist das Nachschlagewerk eine Online-Enzyklopädie, die von der Stuttgarter Thieme Gruppe unter dem Namen Römpp Online (Eigenschreibweise: RÖMPP Online) geführt wird. Das Werk umfasst rund 65.000 Stichwörter, die durch 300.000 Querverweise miteinander verknüpft sind, mehr als 26.000 Strukturformeln und Grafiken sowie 60.000 Weblinks (Stand August 2024). Es ist ein Standardwerk der Chemie und der angrenzenden Wissenschaften.

## Geschichte

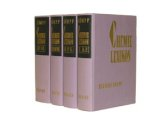
Sechste Auflage des „Römpp“ von 1966

| Auflage                                       | Jahr der Erscheinung           | Bände                          | Anzahl Stichworte | Verlag  |
| --------------------------------------------- | ------------------------------ | ------------------------------ | ----------------- | ------- |
| Bearbeitung von H. Römpp                      |                                |                                |                   |         |
| 1                                             | 1948                           | 1                              | 07.700            | Franckh |
| 2                                             | 1950                           | 2                              | ca. 12.000        | Franckh |
| 3                                             | 1952                           | 2                              | ca. 15.000        | Franckh |
| 4                                             | 1958                           | 2                              | 24.700            | Franckh |
| 5                                             | 1962                           | 3                              | 28.850            | Franckh |
| Bearbeitung von H. Römpp und E. Ühlein        |                                |                                |                   |         |
| 6                                             | 1967                           | 4                              | ca. 50.000        | Franckh |
| Bearbeitung E. Ühlein, O.-A. Neumüller et al. |                                |                                |                   |         |
| 7                                             | 1977                           | 6                              | ca. 40.000        | Franckh |
| Bearbeitung von O.-A. Neumüller et al.        |                                |                                |                   |         |
| 8                                             | 1988                           | 6                              | ca. 40.000        | Franckh |
| Bearbeitung J. Falbe, M. Regitz und Redaktion |                                |                                |                   |         |
| 9                                             | 1992                           | 6                              | ca. 40.000+       | Thieme  |
| 10                                            | 1999                           | 6                              | ca. 60.000        | Thieme  |
| Ab 2002 elektronische Variante                | Ab 2002 elektronische Variante | Ab 2002 elektronische Variante | ca. 64.000        | Thieme  |

### Anfänge
Die Idee zu einem Lexikon hatte Hermann Römpp schon im Jahr 1938, als er erkannte, dass es im gesamten deutschsprachigen Raum kein umfassendes und vor allem aktuelles, allgemeines Nachschlagewerk auf dem Gebiet der Chemie gab. Römpp machte sich ab 1942 an die Arbeit, dieses zu erstellen. Noch im Zweiten Weltkrieg wurde die Herausgabe einer ersten Version versucht. Die Umstände ließen das Projekt jedoch scheitern, das zum Druck freigegebene Originalmanuskript ging bei Kriegsende verloren. Der Autor ließ sich dadurch nicht entmutigen, da ihm der Durchschlag des Typoskripts noch vorlag. Er entschied sich, an seinem Entwurf weiterzuwerken. Die Arbeiten an der neuen Auflage dauerten, auch durch persönliche Umstände, noch bis in das Jahr 1946.
Die erste Ausgabe des „Chemie-Lexikons“, herausgegeben von Römpp, erschien ab dem Jahre 1947 erst nur in einer gestatteten Stückzahl von insgesamt 5000 bei der Franckh’schen Verlagshandlung in Stuttgart. Das Werk kam zunächst in Einzellieferungen von jeweils etwa 80 Seiten heraus, auch wegen der vorherrschenden Materialkontingentierung (Drucksachen mussten von den Militärbehörden in den Nachkriegsjahren grundsätzlich genehmigt werden, Papierbögen zum Druck wurden Verlegern dann zugeteilt), und war im Frühjahr 1948 komplett. Daraufhin begann Hermann Römpp mit der Überarbeitung und Ergänzung, sodass bereits 1950 die zweite, erneuerte Auflage in zwei Bänden erschien. Das Chemie-Lexikon wurde mittelfristig zu einem großen Erfolg, trotz der im Juni 1948 durchgeführten Währungsreform, welche die Einnahmen daraus erst drastisch schmälerte. Es gingen aber beim Verlag über die Zeit zehntausende Bestellungen ein, auch aus dem Ausland, darüber hinaus war neue Fachliteratur sehr begehrt (die Universität Basel hatte das Lexikon im Lesesaal der Bibliothek verfügbar – angekettet, so dass es auch dort blieb).
Jeweils noch deutlich erweiterte Editionen folgten in den Jahren 1952, 1958 und 1962, die nun auch mehr neue fremdsprachliche Fachliteratur, die kurz nach dem Zweiten Weltkrieg nur schwer erhältlich war, sowie Entwicklungen in der Chemie und aus ihrem Einsatz (neue Prozesse unter anderem der Wirtschaftswunderzeit, zum Beispiel in der Nahrungsmittelerzeugung, neue Produkte aus Kunststoffen) mit einbezogen. Die erste Ausgabe hatte noch 1.370 Seiten, die zwei Bände von 1950 schon 1.915 und die fünfte Auflage von 1962 bereits 2.933 Seiten. In all diesen Jahren war Hermann Römpp als alleiniger Autor des Lexikons tätig. Noch während der Arbeiten an der sechsten Auflage verstarb er nach langer Krankheit im April 1964.
Nach dem Tode Hermann Römpps übernahm der am Gmelin-Institut in Frankfurt am Main tätige Erhard Ühlein noch 1964 die Arbeit am Chemie-Lexikon. Ühlein, der schon als Schüler mit Römpp in Briefkontakt stand, war seit der zweiten Auflage durch seine Anregungen und Korrekturarbeiten daran beteiligt. Darob entstand eine Freundschaft zwischen den beiden. Selbst diplomierter Chemiker, vollendete Erhard Ühlein 1967 die bereits zum Teil von Römpp selbst bearbeitete sechste Edition mit nun insgesamt 7.859 Seiten. Kurz nach deren Veröffentlichung begann er mit der Erstellung der nächsten Auflage. Doch bald darauf – Ühlein hatte gerade 150 Stichwörter neu verfasst – wurde diese Arbeit durch seinen eigenen frühen Tod unterbrochen. Erhard Ühlein starb 1969 im Alter von 44 Jahren.

### Siebte und achte Auflage
1973 brachte Otto-Albrecht Neumüller, wissenschaftlicher Mitarbeiter am Max Planck-Institut in Mülheim an der Ruhr, seine Erfahrungen als Bibliothekar und Dokumentar mit in die Arbeit am Lexikon, die er sich mit zwei Mitarbeitern teilte. Die Neuausgabe wurde auf Basis eines Karteikartensystems mit ca. 300.000 Eintragungen erarbeitet. Neumüller und seine Mitarbeiter hatten es sich zur Aufgabe gemacht, die sechste Auflage zu erweitern und sämtliche Stichwörter auf ihre Richtigkeit zu überprüfen. Die Erweiterung diente der Integration neuer Erkenntnisse wie beispielsweise der HMO-Theorie, den Quarks und den Woodward-Hoffmann-Regeln. Die Überprüfung wurde u. a. durch die Anpassung von Namen, Bezeichnungen und Formeln an die IUPAC-Nomenklatur notwendig.
Sowohl die siebte als auch die achte Edition sind sechsbändig und umfassen jeweils etwa 40.000 Stichwörter. Die bis 1977 erschienene siebte Auflage erhielt den Literaturpreis des Fonds der Chemischen Industrie. Die achte Ausgabe des Lexikons wurde bis 1988 vervollständigt.

Darüber hinaus wurde unter Neumüller auch ein „Basis-Römpp“ als Taschenlexikon in zwei Bänden herausgegeben, welches später vierbändig als Kompaktausgabe, als „Römpp Basislexikon Chemie“, fortgeführt wurde.
| Fachgebiet                    | Auflagen, Erscheinungsjahr | Auflagen, Erscheinungsjahr | Auflagen, Erscheinungsjahr |
| ----------------------------- | -------------------------- | -------------------------- | -------------------------- |
| Fachgebiet                    | Deutsch                    | Deutsch                    | Englisch                   |
| Biotechnologie und Gentechnik | 1. Aufl., 1992             | 2. Aufl., 1999             | (keine)                    |
| Umwelt                        | 1. Aufl., 1993             | 2. Aufl., 2000             | (keine)                    |
| Lebensmittelchemie            | 1. Aufl., 1995             | 2. Aufl., 2006             | (keine)                    |
| Lacke und Druckfarben         | 1. Aufl., 1997             | (keine)                    | (keine)                    |
| Naturstoffe                   | 1. Aufl., 1997             | (keine)                    | 1. Aufl., 2000             |

### Verlagswechsel
1988 wechselte der „Römpp“ zum Georg-Thieme-Verlag. An die Stelle der kleinen Gruppe an Mitarbeitern Neumüllers trat für die Bearbeitung der ab 1989 erscheinenden neuen Auflagen ein Team aus bis zu 38 Autoren, bestehend aus den beiden Herausgebern Jürgen Falbe und Manfred Regitz und der Fachredaktion. Durch diese Teamarbeit und Verwendung von Computertechnik war es möglich, innerhalb von drei Jahren das gesamte Lexikon zu aktualisieren: 1992 lag die erweiterte und neu bearbeitete neunte Edition komplett vor. 1999 erschien der letzte Band der sechsbändigen zehnten Druckauflage mit nunmehr etwa 60.000 Stichworten.

### Technische und thematische Entwicklung
Die Herausgabe des Hauptwerks in Buchform fand mit der zehnten Neuausgabe ihren Abschluss und wurde nicht mehr weitergeführt. Stattdessen wurde ab 2002 eine elektronische Variante auf CD-ROM angeboten, die unter der Software Duden-Bibliothek lief und somit für Microsoft Windows, Mac OS und Linux verfügbar war. Außerdem war das Lexikon als USB-Stick-Variante erhältlich.
Bereiche wie Umwelt, Naturstoffe oder Biochemie wurden bereits in der neunten Druckauflage des Lexikons stark ausgebaut. Um jedoch der Bedeutung dieser Fachgebiete besser gerecht zu werden, entschloss sich der Georg-Thieme-Verlag, das allgemeiner gehaltene Römpp Chemie-Lexikon durch zusätzliche Speziallexika zu ergänzen.
Seit 2002 liegt das Nachschlagewerk als Online-Version vor, mit über 65.000 Stichworteinträgen, 300.000 Querverweisen und 180.000 Literaturquellen (Stand August 2024). An den kontinuierlich stattfindenden Updates aller Fachgebiete haben bis heute mehr als 250 Autoren mitgearbeitet.
In den Übersichtstabellen sind alle zehn im Druck erschienenen Haupt-Editionen, die veröffentlichten Speziallexika und die Fachbereiche der Online-Version aufgeführt.

## Römpp Online
| Fachgebiet                                | Herausgeber                                                    |
| ----------------------------------------- | -------------------------------------------------------------- |
| Biotechnologie und Gentechnik             | Georg Sprenger (Stuttgart) Sandy Schmidt (Groningen)           |
| Chemie                                    | Bernd Dill (Frankfurt) Frank Böckler (Tübingen)                |
| Lebensmittelchemie                        | Gerhard Eisenbrand (Kaiserslautern) Reinhard Matissek (Berlin) |
| Materialwissenschaft und Werkstofftechnik | Franz Faupel (Kiel)                                            |
| Naturstoffe                               | Burkhard Fugmann (Leverkusen) Georg Pohnert (Jena)             |
| Umwelt- und Verfahrenstechnologie         | Thomas Gamse (Graz) Andreas Rühling (Darmstadt)                |

Die Online-Ausgabe stellt registrierten Nutzern unter anderem eine Suchfunktion zur Verfügung.
Der Stichwortbestand des „Römpp Online“ ist in die sechs Fachgebiete „Biotechnologie und Gentechnik“, „Chemie“, „Lebensmittelchemie“, „Materialwissenschaft und Werkstofftechnik, Naturstoffe“ sowie „Umwelt- und Verfahrenstechnologie“ aufgeteilt.